# 岩出山車站
岩出山車站（日语：／ Iwadeyama eki */?）是一由東日本旅客鐵道（JR東日本）所經營的鐵路車站，位於日本宮城縣大崎市岩出山，是JR東日本陸羽東線的沿線車站之一。岩出山車站位於JR東日本仙台支社的管轄範圍內，由古川車站負責管理，並委託由JR東日本的子公司東北綜合服務（東北総合サービス）代為經營。

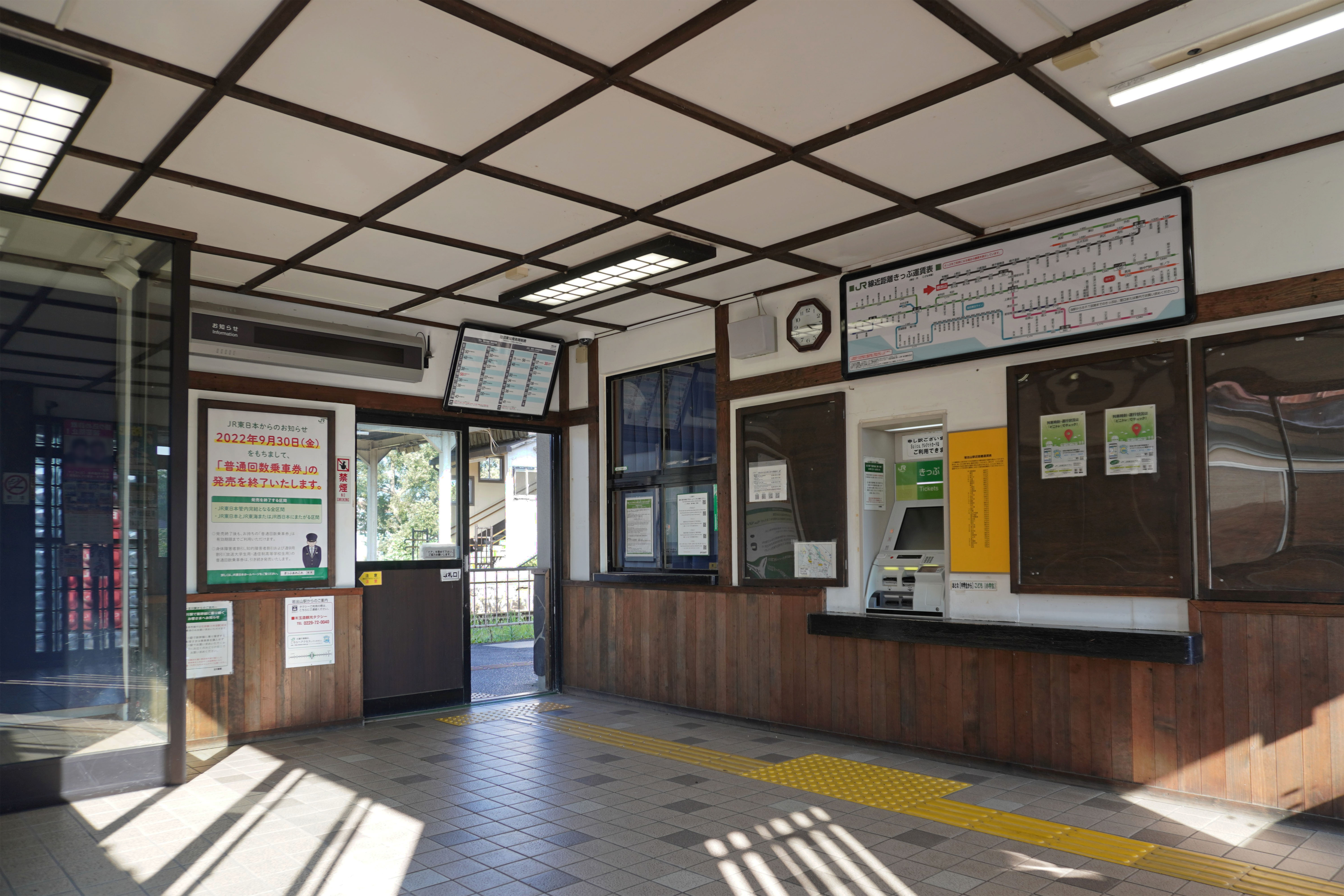
車站內部（2023年7月）

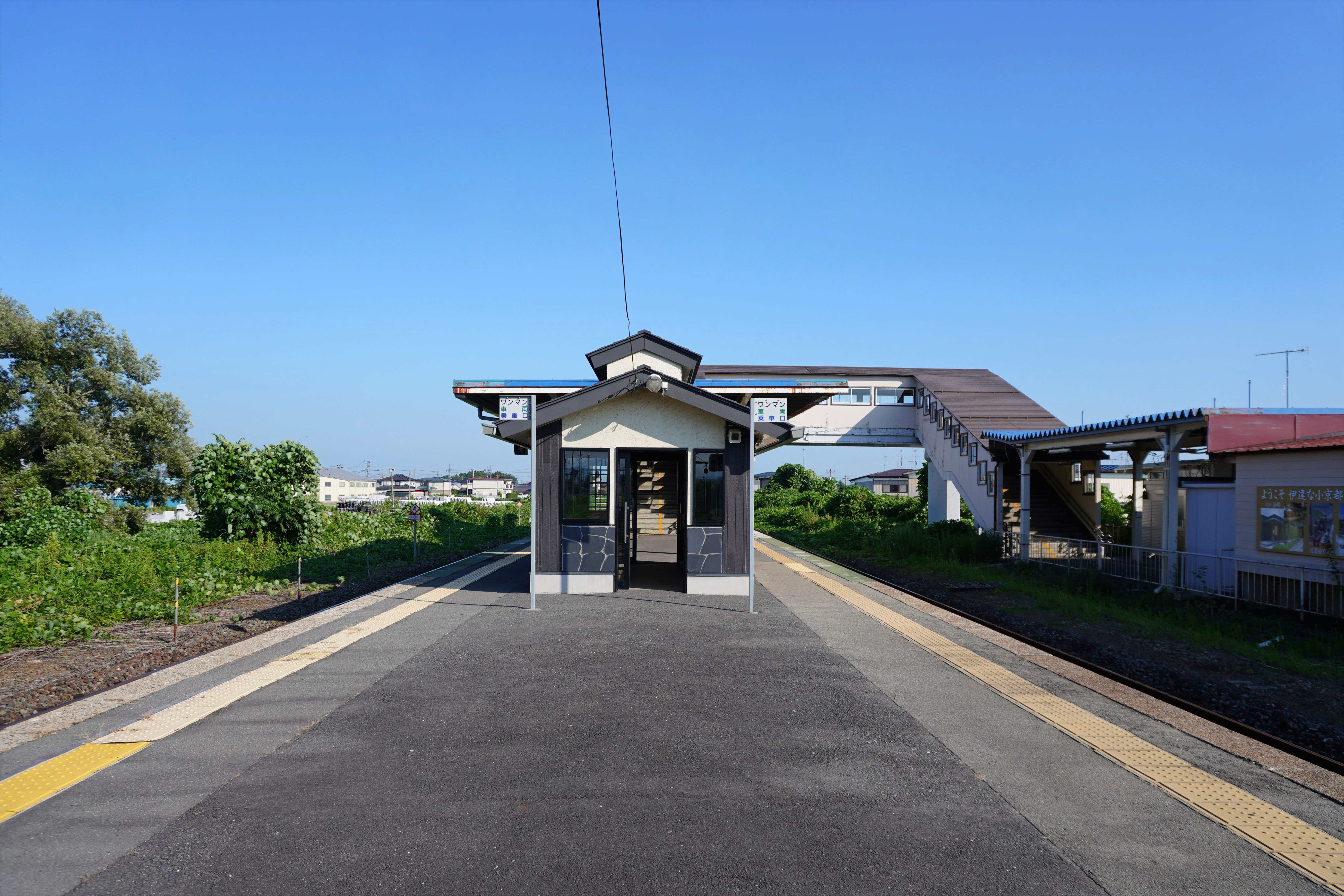
月台（2023年7月）

## 車站結構

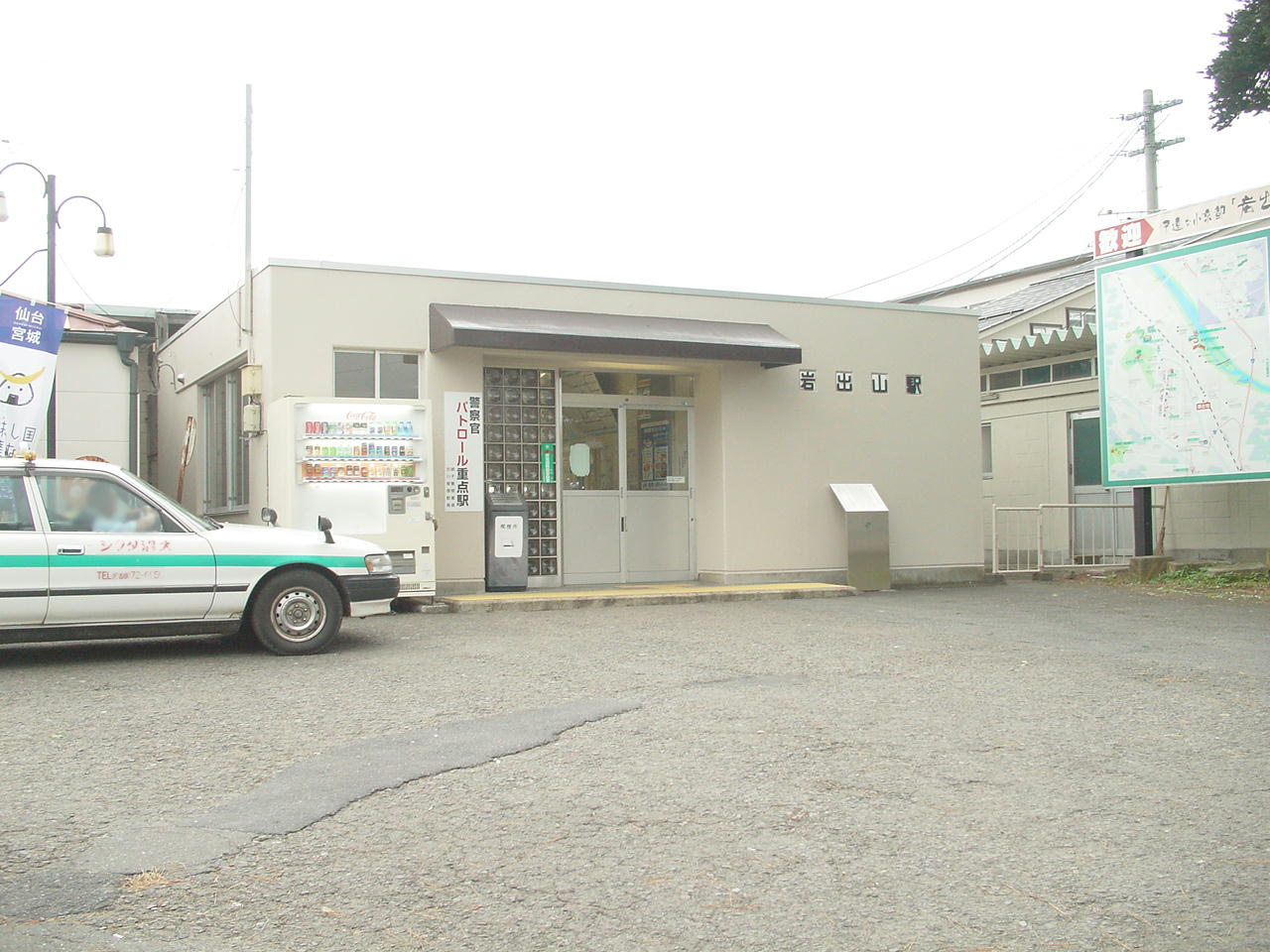
改裝前的舊站房(2007年10月)

岩出山車站內設有一座島式月台兩條乘車線，月台上設有一座木造候車室，並由一座跨線天橋連結月台與車站本體。2008年時才新造的站房是配合仙台、宮城地方旅遊活動（仙台・宮城デスティネーションキャンペーン，簡稱為「仙台、宮城DC」）而進行改建，其造型靈感來自伊達政宗的居城、岩出山城。而在改建後遺留下的舊站房，則是改裝作為當地的觀光物產中心與鐵道資料館「Poppoland」（ポッポランド）使用。
在岩出山車站所在地岩出山町尚未被合併成為大崎市的一部份之前，本站原本是岩出山町的主車站，因此車站周遭除了住宅區密集之外，也設有包括町行政中心（目前為大崎市役所岩出山綜合支所）在內的許多當地重要機關。

### 月台配置
| 月台 | 路線      | 方向 | 目的地           |
| ---- | --------- | ---- | ---------------- |
| 1    | ■陸羽東線 | 下行 | 鳴子溫泉、新方向 |
| 2    | ■陸羽東線 | 上行 | 古川、小牛田方向 |

## 相鄰車站
東日本旅客鐵道
■陸羽東線
西大崎－岩出山－有備館

## 外部連結
- JR東日本－岩出山車站 （页面存档备份，存于）（日語）

38°39′7.86″N 140°52′18.12″E / 38.6521833°N 140.8717000°E